# Luigi Dallapiccola
Luigi Dallapiccola (Mitterburg, 1904. február 3. – Firenze, 1975. február 19.) olasz zongoraművész és zeneszerző. Zenéjét elsősorban műveinek intenzív líraisága, mély spirituális és eszmei tartalma jellemzi.

## Életpályája

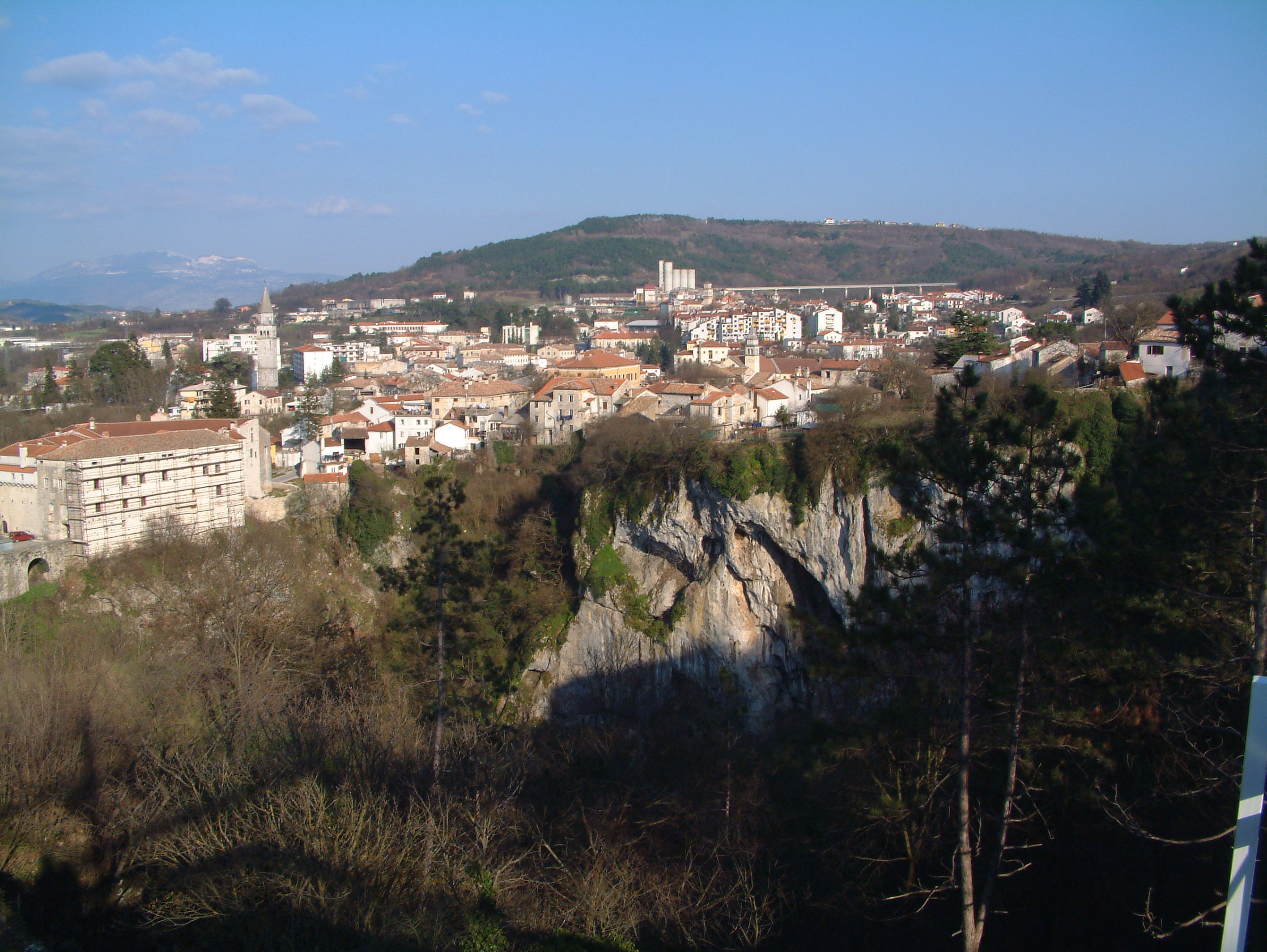
Pazin/Pisino, Dallapíccola szülővárosa.

Luigi Dallapiccola az akkori Osztrák–Magyar Monarchiához tartozó Mitterburgban született. Szülei Trentóból származtak. A város neve ma Pazin (olaszul: Pisino), és Horvátországban fekszik, Isztria megyében, mintegy 40 kilométerre Trieszttől. Édesapja, Pio Dallapiccola (1869–1951), görög-latin szakos tanár volt, a helyi reálgimnázium igazgatója, egyébként pedig jeles aktivista, aki az Isztriától való elszakadásért harcolt.
Ellentétben sok zenészcsaládból származó komponistáétól, az ő korai zenei képzése igencsak rendhagyó volt. 1914-ben beiratkozott apja iskolájába, de folytatta évekkel előbb megkezdett zongora tanulmányait is. 1915-ben azonban, amikor Olaszország belépett az I. világháborúba, bezárták az iskolát. 1917-ben az édesapját mint „felforgató és politikailag megbízhatatlan elemet” letartóztatták, és a családot Grazba internálták, ahol zongora közelébe sem jutott. Az akkori nehézségek ellenére Luigi viszont számos operaelőadáson tudott részt venni a stíriai városban, és különösen Wagner operái voltak rá mély hatással. Ezen időszakban született meg benne a zeneszerzői elhivatottság.
A háború befejeztével a család visszatért Pisinóba, és Luiginak lehetősége nyílt a zenetanulásra Triesztben, Alice Andrich Floriónál és Antonio Illersbergnél. Ez utóbbi ismertette meg vele Arnold Schönberg Összhangzattanát (Harmonielehre), ami egész életpályájára kihatott.
Luigi 1922-ben Firenzében folytatta tanulmányait, és ez a város vált az otthonává is, élete végéig. Ernesto Consolónál tanult zongorát, zeneszerzést pedig először Roberto Casiraghinál és Corrado Barbierinél, később Vito Frazzinál.
AZ 1924-es év fontos állomás volt az életében: egyrészt megkapta zongoraművészi diplomáját, másrészt pedig április 1-jén látta a Pierrot Lunaire-t, Schönberg melodrámáját, a szerző vezényletével a Palazzo Pitti Sala Bianca termében. Ez az élmény döntő jelentőségű volt jövőbeli pályája tekintetében. Ekkortól írta első műveit: dalokat Biagio Marin szövegeire (1924-1926), négy dalt (Della mia terra) isztriai népdalok szövegére és a Canzone del Quarnerót Gabriele D’Annunzio azonos című versére (1930).
Firenze atmoszférája meghatározó volt fejlődése és előadóművészi karrierje szempontjából is. 1930-ban kezdett el koncertezni barátjával, a hegedűművész Sandro Materassival. A közös művészi munka több mint négy évtizedes testvéri barátsággá mélyült. Az új zenét terjesztették, egyebek közt Debussy, Ravel, Sztravinszkij és Janáček műveit.
Ugyancsak komoly jelentőséggel bírt 1930-as utazása Berlinbe és Bécsbe, ahol módja volt részt venni Richard Strauss két operája, az Elektra és a Salome előadásain, s ezek erős hatást gyakoroltak rá. Látta továbbá a Simon Boccanegrát, amely ráébresztette, hogy „Verdi nem csupán annyi, mint aminek gondolják”; és hallotta Mahler 1. szimfóniáját is. 1931-ben kézhez kapta zeneszerzői diplomáját és ismeretséget kötött Riccardo Malipiero és Alfredo Casella komponistákkal.
1931-ben részt vett Gian Francesco Malipiero operájának, a Torneo notturnónak a bemutatóján, és ez egész életművére szóló hatással volt.
1934-ben elfoglalta a Piano Complementario (zongora mint második hangszer) tanári állást a firenzei Conservatorio Luigi Cherubini egyetemen, korábbi tanára helyébe lépve, aki gyenge egészsége miatt nem tudta már ellátni ezt a feladatot. A Divertimento in quattro esercizi című művével pedig befejezte fiatalkori tapasztalatszerzését a „függetlenség felé tett első lépések” terén. A Musica per tre pianoforti (Inni) című kompozíciója első díjat kapott Concorso internazionale del Carillon versenyen.
Az 1930-as években további díjakat kapott – nemzetközi versenyeken – Partita pour orchestre című munkájával. 1938-ban feleségül vette Laura Coen Luzzattót, aki gyorsan nélkülözhetetlenné vált Dallapiccola nyelvi fejlődése szempontjából.
1936-ban fejezte be Michelangelo-kórusainak harmadik sorozatát, és a Tre laudi kezdetű az első olyan műve, melyben a tizenkét fokú hangsor minden hangját felhasználta. Továbbra is fontos kapcsolatokra törekedett nemzetközileg ismert személyiségekkel; elutazott Prágába, Bécsbe, Párizsba, Firenzében megismerkedett Alban Berggel, Párizsban Darius Milhaud-val és Francis Poulenc-kel; megszerezte Antoine de Saint-Exupéry hozzájárulását, hogy regénye alapján megírhassa a Volo di notte (Éjszakai repülés) librettóját. Monteverdi Odüsszeusz hazatérése című operájának átírásával (Ritorno di Ulisse in patria) fordult Dallapiccola első ízben Homérosz mitikus alakja felé: szándéka az volt, hogy Monteverdi Odüsszeuszát a kortárs zenés színpadra adaptálja, zenetudományi igényesség nélküli kiadásban. Ez a kiadvány volt a kezdete a milánói Edizioni Suvini Zerboni kiadóházzal való együttműködésének, amely aztán élete végéig tartott.
Dallapiccola első tapasztalatai Mussolini fasiszta rendszerében, egész életére áthatották szemléletét és művészetét. Eleinte támogatta Mussolinit, hitt a propagandának, de az 1930-as években szenvedélyesen átalakultak politikai nézetei, az abesszíniai háború elleni tiltakozása és Olaszországnak a spanyol polgárháborúba való bekapcsolódása miatti protestálása következtében. Mussolininek Hitler faji nézeteivel való szimpatizálása – amely félelmet keltett Dallapiccola zsidó feleségében is – csak megkeményítette álláspontját. A Canti di prigionia és az Il prigioniero a tükröződései szenvedéllyel teli aggodalmának és tiltakozásának.
Dallapiccola felháborodottan reagált az 1938-as fajüldözésekre: ebből születtek a Canti di prigionia (Börtön-énekek). 1939-ben a Santa Cecilia akadémikusává nevezték ki, a következő évben pedig a kiemelkedő tehetségek zeneszerzés professzora lett a firenzei konzervatóriumban. A teljes zűrzavar és bizonytalanság légkörében írta meg a Volo di notte című operáját.
A háború évei, 1942-től 1945-ig, gyötrelemmel és szenvedéssel voltak tele. 1943-ban Mussolini kormánya megbukott és Olaszország német megszállás alá került. Elkezdődött az olasz zsidók deportálása. Dallapiccola, felesége, Laura zsidó származása miatt, arra kényszerült, hogy otthagyja firenzei állását, otthonát, és barátaik Fiesoléban levő házában rejtőzzenek el. Itt születtek az Il prigioniero opera első vázlatai. A mű tele van személyes tapasztalataikkal: az élet Grazban, II. Fülöp fenyegető alakja, feleségének faji alapú üldöztetése.
Firenze 1944. augusztus 11-i felszabadulását kitörő örömmel üdvözölték. Dallapiccola lemondott a zeneszerzés professzori posztról, hogy a zongorát mint második hangszert oktassa. December 1-jén született meg a kislánya, Annalibera. Felújította nemzetközi kapcsolatait: Londonban elérte, hogy Olaszország újra beléphessen a Société Internationale de Musique Contemporaine-be (Nemzetközi Kortárs Zenei Társaság). Első alkalommal adták elő műveit az Egyesült Államokban (New York, Due liriche di Anacreonte). Ekkoriban kezdődött a tevékenykedése az Alessandro Bonsanti által igazgatott Il Mondo újság zenei rovatában. 1949-ben vette a bátorságot, és levelet írt Arnold Schönbergnek, bejelentve, hogy neki ajánlja a Tre Poemi című művét.

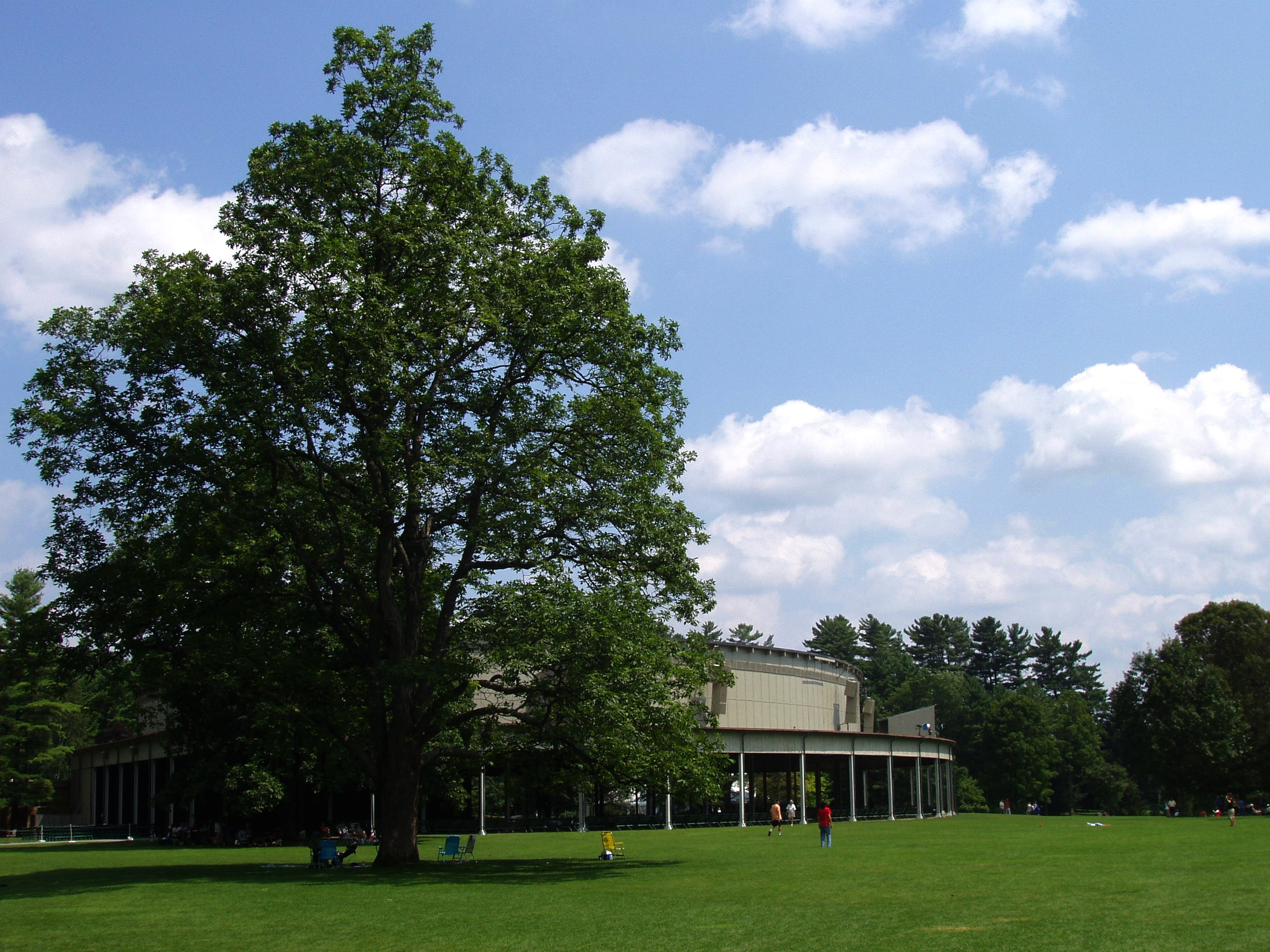
Tanglewood, ahol Dallapiccola tanított

1950-ben mutatták be az Il prigionierót a firenzei Maggio Musicalén, ő pedig a jubileumi év alkalmából megírta a Job: una sacra rappresentazione című operáját. Nemzetközi hírneve egyre növekedett: Serge Koussevitzky meghívta, hogy oktasson Tanglewoodban (Lenox/Stockbridge, Massachusetts) (ahol mások mellett a tanítványa volt Luciano Berio), az Il prigionierót pedig bemutatták New Yorkban, a Juilliard Theatre-ben. Hozzákezdett a Canti di liberazione című kompozíciójához, második amerikai útján pedig megismerkedett Thomas Mann-nal, aki 1954-ben viszonozta a látogatását, Firenzében. Szintén New Yorkban ismerkedett meg Arturo Toscaninivel, és tett autós kirándulást Mexikóba, hogy részt vegyen egy olyan koncerten, amelyet teljes egészében az ő műveinek szenteltek. Ez a kaland is megjelenik önéletrajzi elemként az Ulisse című operában.
Meghívásokat kapott mesterkurzusok tartására a Queens College-ba (New York) és a University of California egyetemre. 1949-ben, Milánóban egyike volt a Primo congresso internazionale di musica dodecafonica (A tizenkét fokú zene első kongresszusa) szervezőinek, Riccardo Malipiero és néhány fiatalabb kollégája társaságában (mint például Camillo Togni és Bruno Maderna).
1968-ban mutatták be Berlinben az Ulisse című operáját, melynek librettóját ő maga írta az Odüsszeia nyomán; ez az opera egy több mint tízéves munka gyümölcse volt, és a komponista úgy írta le, hogy „egy egész élet eredménye”.
1972-ben írta a profetikus című Commiatót (Elbúcsúzás) énekhangra és hangszerekre, mintha csak tudta volna, hogy ez lesz az utolsó műve: egészsége meggyengült és 1975. február 19-én, tüdőödéma következtében, firenzei via Romana 34 alatti otthonában meghalt.
Élete során Dallapiccola számos elismerésben részesült: 1953-ban a Bajor Szépművészeti Akadémia tagja lett, majd 1958-ban tagjává választotta a Berlini Művészeti Akadémia, 1969-ben a londoni Királyi Zeneakadémia és ugyanebben az évben a grazi Zenei és Művészeti Akadémia is. Megkapta továbbá Észak-Rajna-Vesztfália zenei nagydíját, Braunschweig városának Ludwig-Spohr-díját, Friuli-Venezia Giulia tartomány Moretti d'oro-díját, Párizsban az Arthur Honegger-díjat (1972), Rómában az Accademia nazionale dei Lincei Feltrinelli-díját és az Albert Schweitzerről elnevezett nemzetközi művészeti díjat.
Díszdoktorává fogadta a University of Durham és a University of Edinburgh (1973, és ugyanebben az évben megkapta az olasz köztársaság kiválóságainak adományozható Ordine al Merito della Repubblica Italiana kitüntetés nagy lovagkeresztjét.
1976. május 21-én a Bolognai Egyetem rektora, Tito Carnacini posztumusz díszdoktori címet adományozott neki és Goffredo Petrassinak művészeti, zenei és előadóművészi tevékenységéért. Dallapiccola oklevelét a felesége vette át.

## Művészete
Dallapiccolát Richard Wagner muzsikája inspirálta, hogy komolyan elkezdje a komponálást, és Claude Debussyé, hogy abbahagyja. Amikor az ausztriai száműzetésben hallotta a Bolygó Hollandit, a fiatalember ráébredt, hogy a zeneszerzés az élethivatása, amikor azonban tizenhét évesen először hallotta Debbussyt, három évre leállt, időt adva ennek a fontos hatásnak az elmélyülésre. Ferruccio Busoni neoklasszikus műveinek lenyomata érződik későbbi művein, de a legnagyobb befolyással a második bécsi iskola eszméi, elsősorban Alban Berg és Anton Webern zenéje voltak rá, amivel az 1930-as években találkozott. Az 1920-as években keletkezett műveit (amikor még a fasizmus híve volt) visszavonta azzal, hogy soha nem szabad őket előadni, de azért léteznek, és ellenőrzött körülmények között tanulmányozhatóak.
Műveiben széles körben alkalmazza a tizenkét fokú hangrendszert és a szeriális technikát, amelyet bálványai fejlesztettek ki; valójában ő volt az első olasz zeneszerző, aki e módszer szerint komponált. Tovább is fejlesztette a szeriális technikát, hogy líraibb, tonális stílust alakítson ki. Az 1930-as évek során stílusa a diatonikustól, a kromatika fellángolásain át, a tudatos szeriális szerkesztésig fejlődött. A tizenkét fokú sorozatok melodikus alkalmazásától eljutott a tisztán szeriális strukturálásig. A szerializmus elfogadása mellett azonban soha nem hagyott fel a dallamossággal, aminek pedig a második bécsi iskola sok becsmérlője szerint nem lenne helye a dodekafón zenében. Mussolini rendszeréből való kiábrándulása változást hozott a stílusában is: az abesszíniai hadjárat után úgy gondolta, hogy zenéje soha többé nem lesz olyan világos és gondtalan, mint volt. Bár vannak későbbi kivételek is, a Piccolo concerto per Muriel Couvreux ennek különösen jó példája.

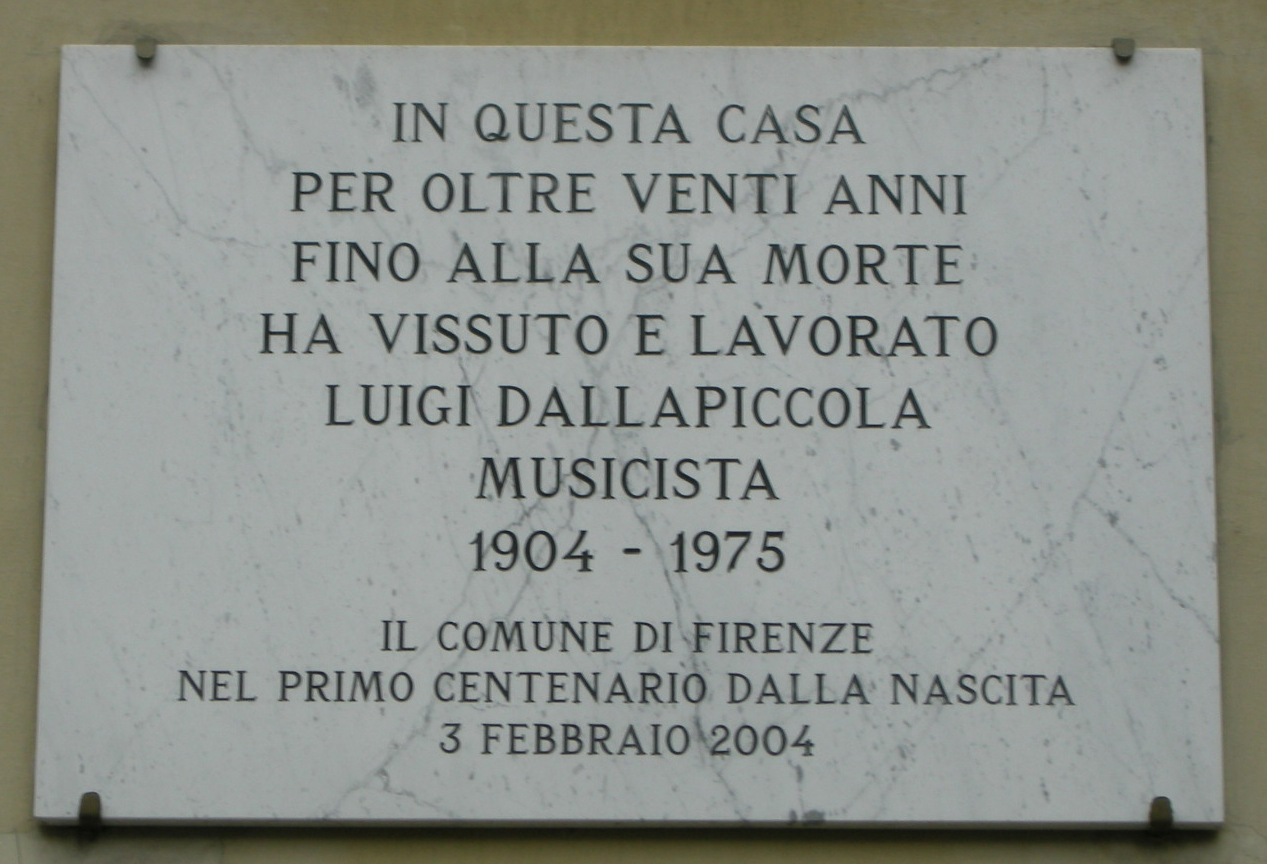
Emléktábla Dallapiccola egykori otthonának falán

A Due liriche di Anacreonte (Két Anakreón vers, 1942–45), szopránra és hangszerekre az első műve, amely teljesen ebben a tizenkét fokú stílusban íródott, egy időszakban utolsó tisztán diatonikus kompozíciójával, a Marsia balettel (1943). A következő évtizedben technikájának finomodását és Weber zenéjének fokozódó hatását figyelhetjük meg. Ezt követően, az 1950-es évektől ez a finom, szemlélődő stílus jellemzi a termését, szemben ifjúkorának nyers és szenvedélyes alkotásaival. Műveinek többsége ekkor dal, szóló hangra hangszeres kísérettel. Hangszerelését az impresszionista érzékiség és a lágy struktúrák jellemzik, a fafúvósok és vonósok (különösen a közép fekvésű hangszerek, mint a klarinét vagy a brácsa) súlyos kitartott hangjaival.
A politikai töltésű Canti di prigionia (A fogság dalai), kórusra és zenekarra volt az első darabja annak a Triptichonnak, amely a rabság és igazságtalanság erősen személyes vonatkozású témáit dolgozza fel, és amely az Il prigioniero (A fogoly) című egyfelvonásos operával és a Canti di liberazione című kantátával vált teljessé. A trilógiából az Il prigioniero (1944–48) vált Dallapiccola legismertebb alkotásává. Ez egy politikai elítélt dermesztő történetét meséli el, akinek fogva tartója látszólagos baráti gesztussal megengedi, hogy megszökjön a cellájából. Szabadulásának pillanatában azonban ráébred, hogy gonosz tréfa áldozatává vált, és egyenesen a Nagy Inkvizitor karjaiba rohan, aki a máglyához hurcolja őt és elevenen megégetik. Az opera pesszimista hangulata Dallapiccolának a fasizmusból való teljes kiábrándulását tükrözi (jóllehet azt naivan támogatta Mussolini hatalomra jutásának első időszakában). A zene pedig egyszerre csodálatosan hangzó és végtelenül nyugtalanító.
Utolsó operája, az Ulisse (Odüsszeusz), amelynek librettóját Homérosz Odüsszeiája alapján ő maga írta, életművének betetőzése volt. Több mint tíz éven át dolgozott rajta, átvéve és továbbfejlesztve korábbi műveinek témáit is. Ez volt utolsó nagylélegzetű kompozíciója.
Luigi Dallapiccola, a baloldali humanista, operái és kantátái középpontjába az embert állította, aki egy eredendően ellenséges társadalomban keresi önmagát anélkül, hogy valaha is a végére érhetne ennek a keresésnek.

## Művei, műfaj szerint
Operák
- Volo di notte (Éjszakai repülés, 1937-39), Egyfelvonásos opera Antoine de Saint-Exupéry műve nyomán. Bemutató: 1940. május 18., Firenze
- Il ritorno d'Ulisse in patria (Odüsszeusz hazatérése, 1942), Claudio Monteverdi operájának átírása és adaptációja
- Il prigioniero (A fogoly) opera prológussal, egy felvonásban, Auguste de Villiers de L’Isle-Adam[4] műve alapján. RAI-bemutató: 1949. december 4., színpadi bemutató: 1950. május 20., Firenze
- Job, (Jób, sacra rappresentazione,[5] a zeneszerző szövegére Jób könyve alapján, 1950), szólistákra, narrátorra, kórusra és zenekarra
- Ulisse (Odüsszeusz, 1959-1968), opera prológussal, két felvonásban, Homérosz műve nyomán. Bemutató (Odysseus címen, német nyelvű librettóval): 1968. szeptember 29., Berlin. Olaszországi bemutató: Milánó, 1969

Kantáták
- Canti di prigionia (Börtön-énekek, 1941), vegyes karra és hangszeres együttesre
- Canti di liberazione (A szabadulás dalai, 1955), kórusra és zenekarra

Dalok
- Due liriche del Kalevala (Két vers a Kalevalából, 1931), tenor és bariton hangra, kamarakórusra és négy ütőhangszerre
- Tre laudi (Három fohász, 1937), szopránra vagy tenorra és kamarazenekarra
- Rencesvals: Trois fragments de La Chanson de Roland (Roncesvalles:[6] Három töredék a Roland-énekből, 1946), énekhangra és zongorára
- Due liriche di Anacreonte - Liriche Greche II (Két Anakreón vers - görög versek II., 1946), szopránra és hangszeres együttesre
- Tre poemi (Három költemény, 1949), énekhangra és együttesre
- Goethe-Lieder (Goethe-dalok, 1953), szopránra és három klarinétra
- Cinque canti (Öt dal, 1956), baritonra és hangszerekre
- Sicut Umbra (Mint az árnyék… Juan Ramón Jiménez verseire,[7] 1969-70), mezzoszopránra és 12 hangszerre.[8] Bemutató: 1970. október 30., Washington
- Commiato (Búcsúvétel, 1972), szopránra és 15 hangszerre. Bemutató: 1972. október 15., Stájer Zenei Fesztivál, Murau, Ausztria

Szimfonikus művek
- Dalla mia terra (Az én földemről, Isztriai népdalok szövegére, Francesco Babudri gyűjtésében, 1928) mezzoszopránra, kórusra és zenekarra
- Partita (Partita, 1930-1932), szopránra, kórusra és zenekarra. Bemutató: 1933. január 22., Firenze
- Tre studi (Három tanulmány, 1932), szopránra és kamarazenekarra
- Rapsodia (Rapszódia, 1932-1933), énekhangra és kamarazenekarra
- Piccolo concerto per Muriel Couvreux (Kis concerto Muriel Couvreux-nek, 1939-1941), zongorára és zenekarra. Bemutató: 1941. május, Róma
- Due pezzi (Két zenekari darab, 1946-1947) (A Due Studi per violino e pianoforte átirata)
- Marsia (Marsyas, 1942-1943), balett egy felvonásban. Bemutató: 1948. szeptember 9., a Velencei Zenei Fesztiválon
- Tartiniana (Tartiniana, Giuseppe Tartini témáira, 1951), hegedűre és zenekarra. Bemutató: 1952. június 7., Bern
- Piccola musica notturna[9] (Kis éji zene, 1954), zenekarra (de van kamarazenekari változata is). Bemutató: 1954. június 7., Hannover
- Variazioni per orchestra (Variációk zenekarra, 1954), a Quaderno musicale di Annalibera per pianoforte (Annalibera kottafüzete zongorára) átirata. Bemutató: 1954. október 2., Louisville.
- An Mathilde (Mathilde-nak, 1955), női hangra és zenekarra, Heinrich Heine versére
- Tartiniana seconda (2. Tartiniana, szintén Giuseppe Tartini témáira, 1956), hegedűre és zenekarra (de hegedű-zongora változatban is elkészült). Bemutató: 1957. március 15., Auditorium RAI, Torino, vezényelt Sergiu Celibidache
- Concerto per la notte di Natale dell'anno 1956 (Concerto 1956 karácsonyára), szopránra és kamarazenekarra, Jacopone da Todi[10] szövegére. Bemutató: 1957. október 11., Tokió.
- Dialoghi[11] (Párbeszédek, 1959-1960), csellóra és zenekarra. Bemutató: 1960 szeptember 17., Velence
- Three questions with two answers (Három kérdés, két válasszal, 1962), zenekarra. Bemutató: 1963. február 5., New Haven, Connecticut

Kórusművek
- Due liriche del Kalewala (Két vers a Kalevalából, 1930), tenorra, baritonra, kamarakórusra és négy ütőhangszeresre
- La canzone del Quarnaro (Quarnarói dal, 1930), tenorra és férfikarra.
- Estate (Nyáridő, 1932), férfikarra, a cappella.
- Sei cori di Michelangelo Buonarroti il giovane (Az ifjú Michelangelo hat kórusa, 1933-1936), vegyes karra, hangszeres kísérettel, vagy anélkül
- Canti di prigionia (Börtön-énekek, 1938-1941), vegyes karra, hangszeres kísérettel. Az első teljes előadás: 1941. december 11., Róma
- Canti di liberazione (A szabadulás dalai, 1951-1955), kórusra és zenekarra. Bemutató: 1955. október 28., Köln
- Requiescant (Requiescant,[12] 1957-1958), gyermekkarra és zenekarra, Oscar Wilde és James Joyce szövegei alapján. Bemutató: 1959. november 17., Hamburg
- Tempus destruendi - Tempus aedificandi (Tempus destruendi - Tempus aedificandi,[13] 1970-1971), vegyes karra, kíséret nélkül

Kamaraművek
- Musica per tre pianoforti (Inni) (Zene három zongorára (Himnuszok), 1935)
- Tre episodi dal balletto "Marsia" (Három epizód a Marsia balettből, 1942-1943), zongorára.
- Sonatina canonica (Kanonikus szonatina, Paganini caprice-ai alapján, 1942-1943), zongorára
- Ciaccona, intermezzo e adagio (Chaconne, wikt:intermezzo és adagio, 1945), szóló csellóra
- Due studi (Két tanulmány, 1947), hegedűre és zongorára
- Quaderno musicale di Annalibera[14] (Annalibera kottafüzete, 1952), zongorára
- Tartiniana seconda (2. Tartiniana, Tartini témái alapján, 1956), hegedűre és zongorára (létezik hegedűre és zenekarra írt változata is)
- Piccola musica notturna (Kis éji zene, 1961), kamaraegyüttesre (fuvola, oboa, klarinét, cseleszta, hárfa, hegedű, brácsa és cselló) – Létezik zenekari változata is

## Műveinek katalógusa
| Év      | Cím | Műfaj                        | Időtartam |
| ------- | --- | ---------------------------- | --------- |
| 1925    | Fiuri de tapo (Biagio Marin szövegére), énekhangra és zongorára.                                                                                    | Vokális muzsika (zongora)    |           |
| 1926    | Caligo (Biagio Marin szövegére), énekhangra és zongorára.                                                                                           | Vokális muzsika (zongora)    | -         |
| 1928    | Dalla mia terra, mezzoszopránra, kórusra és zenekarra.                                                                                              | Kórusmű (zenekar)            | -         |
| 1930    | Due liriche del Kalevala, tenorra, baritonra, kamarakórusra és négy ütőhangszeresre.                                                                | Kórusmű                      |           |
| 1930    | La canzone del Quarnaro, tenorra és férfikarra. | Kórusmű                      |           |
| 1930-32 | Partita, szopránra, kórusra és zenekarra. | Kórusmű (zenekar)            |           |
| 1931-36 | Sei cori di Michelángelo Buonarroti il giovane. | Kórusmű                      |           |
| 1932    | Tre studi, szopránra és kamarazenekarra. | Vokális muzsika (zenekar)    |           |
| 1932    | Estate, férfikarra, a cappella. | Kórusmű (a cappella)         |           |
| 1932-33 | Rapsodia, énekhangra és kamarazenekarra. | Vokális muzsika (zenekar)    |           |
| 1934    | Divertimento in quattro esercizi, szopránra és öt hangszerre.                                                                                       | Vokális muzsika (hangszeres) | 12:40     |
| 1935    | Musica, per tre pianoforti (Inni), három zongorára.                                                                                                 | Hangszerszóló (zongora)      | 11:00     |
| 1936-37 | Tre laudi, szopránra vagy tenorra és 13 hangszerre.                                                                                                 | Vokális muzsika (hangszeres) |           |
| 1938-41 | Canti di prigionia, vegyes karra és hangszerekre.                                                                                                   | Kórusmű                      | 23:20     |
| 1939-41 | Piccolo concerto per Muriel Couvreux, zongorára és zenekarra.                                                                                       | Szimfonikus muzsika          | 20:00     |
| 1940    | Volo di notte, opera egy felvonásban, a zeneszerző librettójára, Antoine de Saint-Exupéry Éjszakai repülése alapján).                               | Opera                        |           |
| 1942-43 | Sonatina canonica, zongorára Paganini capriccóinak témáira)                                                                                         | Hangszerszóló (zongora)      | 08:00     |
| 1942-43 | Tre episodi dal balletto “Marsia”, zongorára | Hangszerszóló (zongora)      |           |
| 1942    | Cinque frammenti di Saffo, szopránra és kamarazenekarra (Salvatore Quasimodo fordításában).                                                         | Vokális muzsika (hangszeres) | 08:00     |
| 1943    | Sex carmina Alcaei, szopránra és 11 hangszerre (Salvatore Quasimodo fordításában).                                                                  | Vokális muzsika (hangszeres) | 08:00     |
| 1943    | Marsia, balett egy részben. | Balett                       |           |
| 1944-48 | Il prigioniero, opera egy felvonásban, a szerző librettójára (Auguste de Villiers de L'Isle-Adam La torture par l’espérance című novellája alapján) | Opera                        | 50:00     |
| 1945    | Ciaccona, intermezzo e adagio, szóló csellóra. | Hangszerszóló (cselló)       | 17:50     |
| 1945    | Due liriche di Anacreonte, szopránra és hangszerekre (Salvatore Quasimodo fordításában).                                                            | Vokális muzsika (hangszeres) | 06:00     |
| 1946    | Rencesvals, énekhangra és zongorára (a Roland-ének alapján)                                                                                         | Vokális muzsika (zongora)    | 08:00     |
| 1946-47 | Due pezzi, zenekarra. | Szimfonikus muzsika          | 11:00     |
| 1947    | Due studi, hegedűre és zongorára | Kamarazene                   | 11:00     |
| 1948    | Quattro liriche di Antonio Machado, énekhangra és zongorára                                                                                         | Vokális muzsika (zongora)    | 07:00     |
| 1950    | Job, „sacra rappresentazione”, szóló énekesekre, narrátorra, kórusra és zenekarra, a zeneszerző szövegével, Jób könyve alapján                      | Opera                        |           |
| 1951    | Tartiniana, hegedűre és zenekarra, Tartini témáira                                                                                                  | Szimfonikus muzsika          | 12:00     |
| 1951-55 | Canti di liberazione kórusra és zenekarra (Castellio dall'Esodo és Szent Ágoston szövegei alapján).                                                 | Kórusmű (zenekar)            | 30:00     |
| 1952    | Quaderno musicale di Annalibera, zongorára | Hangszerszóló (zongora))     | 14:00     |
| 1953    | Goethe-lieder, női hangra és három klarinétra. | Vokális muzsika (hangszeres) | 09:00     |
| 1954    | Piccola Musica notturna, zenekarra (kamarazenekari változata is van)                                                                                | Szimfonikus muzsika          | 09:00     |
| 1954    | Variazioni per orchestra, zenekarra. | Szimfonikus muzsika          | 14:00     |
| 1955    | An Mathilde női hangra és zenekarra (Heinrich Heine versére).                                                                                       | Vokális muzsika (zenekar)    | 15:00     |
| 1956    | Tartiniana seconda, hegedűre és zenekarra (hegedű-zongora változatban is) (Tartini témáira)                                                         | Szimfonikus muzsika          | 12:00     |
| 1956-57 | Concerto per la notte di Natale dell’anno 1956 szopránra és kamarazenekarra (Jacopone da Todi szövegére).                                           | Vokális muzsika (zenekar)    | 15:00     |
| 1956    | Cinque canti baritonra és hangszerekre (görög versek, Salvatore Quasimodo fordításában).                                                            | Vokális muzsika (hangszeres) | 10:00     |
| 1957-58 | Requiescant vegyes karra, gyerekkórusra és zenekarra (Oscar Wilde és James Joyce szövegeire).                                                       | Kórusmű                      |           |
| 1959-60 | Dialoghi, csellóra és zenekarra. | Szimfonikus muzsika          | 16:00     |
| 1961    | Piccola Musica notturna, kamaraegyüttesre (fuvola, oboa, klarinét, cseleszta, hárfa, hegedű, brácsa és cselló) (zenekari változatban is)            | Kamarazene                   |           |
| 1962    | Three questions with two answers, zenekarra. | Szimfonikus muzsika          | 21:00     |
| 1962    | Preghiere, baritonra és kamaraegyüttesre (Murilo Mendes szövegére)                                                                                  | Vokális muzsika (hangszeres) | 08:00     |
| 1964    | Parole di San Paolo, mezzoszopránra és 11 hangszerre Szent Pál korinthosziakhoz írt 1. levele alapján                                               | Vokális muzsika (hangszeres) | 08:00     |
| 1968    | Ulisse, opera prológussal, két felvonásban (a szerző szövegkönyvére Homérosz Odüsszeiája alapján)                                                   | Opera                        | 120:00    |
| 1970    | Sicut Umbra mezzoszopránra és 12 hangszerre (Juan Ramón Jiménez verseire).                                                                          | Vokális muzsika (hangszeres) | 10:00     |
| 1970-71 | Tempus destruendi: Tempus aedificandi, vegyes karra a cappella                                                                                      | Kórusmű (a cappella)         | 11:00     |
| 1972    | Commiato szopránra és 15 hangszeres előadóra (Brunetto Latininak tulajdonított szövegekre).                                                         | Vokális muzsika (hangszeres) | 12:00     |

## Dallapiccola írásai
- Dallapiccola on Opera, Selected writings of Luigi Dallapiccola, Vol 1, Toccata Press (1987)
- Dallapiccola on Music and Musicians, Selected writings of Luigi Dallapiccola, Vol. 2, Toccata Press.
- Parole e musica. Hrsg. v. F. Nicolodi, Milan 1980, il Saggiatore.

## Angol nyelvű írások Dallapiccoláról
- Raymond Fearn, The music of Luigi Dallapiccola. New York, Rochester, 2003
- Edward Wilkinson, "An interpretation of serialism in the work of Luigi Dallapiccola". Phd diss., Royal Holloway, 1982
- Ben Earle, "Musical modernism in fascist Italy: Dallapiccola in the thirties", Phd diss., Cambridge, 2001
- Lanza, Andrea (2008). „An Outline of Italian Instrumental Music in the 20th Century”. Sonus. A Journal of Investigations into Global Musical Possibilities 29/1, 1–21. o. ISSN 0739-229X.

## Magyar nyelvű írások Dallapiccoláról
- Peskó Zoltán: Odüsszeusz útjának meghatározói Luigi Dallapiccola operájában. Ford. Lax Éva = uő: Zenéről, színházról, zenés színházról. Budapest, 2009. Rózsavölgyi. 23–33. l. ISBN 9789638831798
- Várnai Péter: Beszélgetések Luigi Dallapiccolával. Budapest, 1977. Zeneműkiadó. ISBN 963330184X
- Várnai Péter: Luigi Dallapiccola: Éjszakai repülés = Miért szép századunk operája? Szerk. Várnai Péter. Budapest, 1979. Gondolat K. 315–336. l. ISBN 9632807820
- Várnai Péter: Luigi Dallapiccola: A fogoly = Miért szép századunk zenéje? Szerk. Kroó György. Budapest, 1974. Gondolat K. 251–272. l. ISBN 9632800427

## Fordítás
- Ez a szócikk részben vagy egészben  a   Luigi Dallapiccola című olasz Wikipédia-szócikk ezen változatának fordításán alapul.  Az eredeti cikk szerkesztőit annak laptörténete sorolja fel. Ez a jelzés csupán a megfogalmazás eredetét és a szerzői jogokat jelzi, nem szolgál a cikkben szereplő információk forrásmegjelöléseként.
- Ez a szócikk részben vagy egészben  a   Luigi Dallapiccola című angol Wikipédia-szócikk ezen változatának fordításán alapul.  Az eredeti cikk szerkesztőit annak laptörténete sorolja fel. Ez a jelzés csupán a megfogalmazás eredetét és a szerzői jogokat jelzi, nem szolgál a cikkben szereplő információk forrásmegjelöléseként.